# Bert Hellinger
Bert Hellinger (Leimen, 16 dicembre 1925 – Bischofswiesen, 19 settembre 2019) è stato uno psicologo e scrittore tedesco.
Studioso di teologia e pedagogia, a partire dal 1980 espose le basi delle sue linee teoretiche e metodologiche in merito alle Costellazioni Familiari Sistemiche, una delle varie espressioni della psicologia fenomenologica e sistemica. Per sua affermazione, spesso la vita di ognuno è condizionata da destini e sentimenti che non sono veramente propri e personali; anche malattie gravi, il desiderio di morte e problemi sul lavoro possono essere dovuti a "grovigli" del sistema-famiglia e possono essere portati alla luce attraverso il processo delle Costellazioni Familiari. Riprodotta da rappresentanti, che in modo istintuale ricreano le interdipendenze esistenti tra i componenti di una famiglia o di un gruppo, questa ”messa in scena” va ad evidenziare le dinamiche inconsce che causano sofferenza in molti aspetti della vita di ciascuno: nelle relazioni affettive, nelle relazioni in ambito professionale, nel rapporto con il denaro e con la salute. Tra i principali elementi teoretico/pratici delle Costellazioni familiari si distinguono i costrutti riguardanti gli Ordini dell'amore, la Legge dell'Appartenenza, la Legge dell'Ordine Sacro, la Legge dell'Equilibrio ed Esclusione, l'Irretimento, l'Ordine gerarchico, l'Amore cieco e il Movimento interrotto.

## Biografia

### La vita in Germania
Bert Hellinger considerava i suoi genitori, la sua famiglia in generale ed i luoghi d'infanzia come i primi elementi influenti sulla sua opera; per la particolare fede e religiosità vissuta in famiglia, rimase immune alle dottrine del Nazionalsocialismo. Schedato dalla Gestapo come “sospettato di essere un nemico del Popolo“ - poiché non partecipava alle riunioni della Gioventù hitleriana ed era iscritto ad un'organizzazione cattolica illegale - si salvò dalle ritorsioni della stessa Gestapo perché, a soli 17 anni, venne reclutato e spedito in guerra, dove combatté, fu catturato e tenuto prigioniero in un campo alleato in Belgio. All'età di 20 anni, uscito dalla prigionia ed assolvendo un desiderio già nato nell'infanzia, entrò in un ordine religioso cattolico dove sperimentò, oltre allo studio, il silenzio meditativo e la contemplazione.

### In terra di missione, in Africa
In seguito partì come missionario in Africa Meridionale, tra la popolazione degli Zulù, dove per 16 anni fu insegnante e sacerdote. Il contatto attivo con la cultura Zulù rese certamente più acuta la sua consapevolezza in merito alla relatività di molti valori culturali europei, ma gli rese anche evidenti le numerose similitudini sottostanti le varie diversità culturali. Convinto che musica e rituali Zulù perseguissero la stessa funzione e struttura della Messa cattolica, li integrò nel rito, affermando di ispirarsi al principio che il sacro è presente ovunque. In quegli anni, ugualmente rilevante per la sua impostazione è stata la partecipazione ad un corso interrazziale ed ecumenico, in merito alle dinamiche di gruppo, condotto da ecclesiastici anglicani. Il loro lavoro era basato sull'approccio fenomenologico americano, aperto al dialogo e alle esperienze individuali ed innovativo nel merito di prendersi cura delle anime. Nel corso di uno di questi incontri un formatore chiese al gruppo: “ Cos'è più importante per voi? I vostri ideali o l'essere umano? Chi sacrifichereste per l'altro?” Per sua stessa ammissione, questa domanda creò un gran travaglio in lui, cambiando le sorti della sua vita. “Il valore di una buona domanda è grande” ebbe ad affermare in seguito.

### Rientro in Europa: gli studi, gli incontri
La sua evoluzione e crescita personale gli rese palese come non potesse più a lungo sostenere il ruolo di sacerdote e così, dopo 25 anni e con una decisione precisa e risoluta, abbandonò il sacerdozio e nel 1969 tornò in Europa, dove iniziò un corso di psicoanalisi a Vienna ed incontrò la sua futura moglie, Herta. La psicoanalisi ha segnato questo ulteriore passaggio di vita. Lesse integralmente l'opera di Sigmund Freud e molto di quanto altro pertinente. Quando il suo analista – che ancora non lo aveva letto - gli diede da leggere una copia del libro di Arthur Janov “Primal Scream” Hellinger volle immediatamente saperne di più. Visitò Janov negli Stati Uniti e completò un corso di nove mesi sulla “Primal Therapy” con Janov stesso ed il suo assistente, tra Los Angeles e Denver. La comunità psicoanalitica di Vienna si dimostrò, in quei tempi, poco propensa verso l'approccio di Janov, che includeva esperienze terapeutiche di tipo corporeo. Pertanto Hellinger si trovò di nuovo di fronte alla cruciale domanda su cosa, per lui, fosse più importante: la lealtà al gruppo oppure l'amore per la verità e la ricerca? La sua separazione dal gruppo psicoanalitico viennese divenne così inevitabile. Comunque, la sua abilità nella psicoterapia corporea rimase a lungo un elemento essenziale nel suo lavoro, anche dopo che la sua affiliazione con Janov aveva smesso di essere fruttuosa. Molte altre scuole terapeutiche hanno influenzato i canoni del suo lavoro. Si interessò della terapia della Gestalt attraverso Ruth Cohen e Hilarion Petzold e tramite loro incontrò Fanita English, che lo fece avvicinare all'Analisi Transazionale (AT) ed al lavoro di Eric Berne. Insieme con la moglie Herta, integrò quanto aveva già appreso sulle dinamiche di gruppo e sulla psicoanalisi con la Terapia Gestaltica, la Primal e l'Analisi Transazionale. Il suo lavoro sulla “analisi dei copioni” (di matrice berneana) si basa sulla scoperta che alcuni copioni familiari funzionano passando anche di generazione in generazione, attraverso i sistemi parentali e familiari. Anche le dinamiche della “identificazione” o meglio di “irretimento” divennero gradualmente chiare durante questo periodo. Il libro di Ivan Boszormenyi-Nagy “Invisible Bond” gli fornì un importante contributo nel tracciare le linee fondamentali delle cosiddette “fedeltà nascoste” (gli “irretimenti”) e del bisogno di un equilibrio tra il dare e l'avere all'interno delle famiglie.

### La nascita e l'evoluzione della teoria
Anche elementi dello psicodramma di Jacob Levi Moreno e di scultura familiare di Virginia Satir confluiscono nella sua preparazione. Approcciò la Terapia familiare sistemica con Ruth McClendon e Leslie Kadis; anche tramite loro è arrivato alle sue Costellazioni Familiari. Dichiarò che, dapprincipio, non comprese fino in fondo il loro lavoro, ma assunse comunque la decisione di voler lavorare in maniera sistemica, per far sviluppare al meglio il suo percorso. Solo dopo un anno si accorse di aver già applicato naturalmente il metodo sistemico nelle sue terapie. Leggendo l'articolo di Jay Haley sul “triangolo perverso” addivenne alla scoperta dell'importanza della “gerarchia nella famiglia”. Lavorando con Thea Schönfelder in merito alle terapie familiari si accostò all'Ipnositerapia di Milton Erickson ed alla Programmazione neuro linguistica (PNL) di Richard Bandler e John Grinder. Anche la “ Provocative Therapy” di Frank Farrelly ha avuto su di Hellinger un'influenza importante, così come la “Holding Therapy“ sviluppata da Jirina Prekop. L'elemento più rilevante desunto dalla PNL è l'attenzione posta nel cercare di lavorare con le risorse del cliente, con le sue capacità, per andare alla ricerca della soluzione dei suoi problemi, piuttosto che addentrarsi nel trovare i motivi, le cause prime dei problemi stessi. Il suo uso di storie nella terapia è un chiaro riconoscimento a Milton Erickson; “Le Due Misure della Felicità” è la prima storia che fu da lui raccontata in terapia.
Il particolare contributo di Hellinger è il modo unico con cui ha integrato elementi diversi di psicoterapia. Rilevante la sua fiducia nella capacità di ognuno nel saper ascoltare “l'autorità della propria anima” che, anche se non infallibile, Hellinger dichiara che è l'unico vero baluardo che ognuno ha verso le lusinghe delle false autorità. Come per il filosofo Martin Heidegger, la base del lavoro di Bert Hellinger risiede nella sua insistenza sul “vedere ciò che è“ (opposta alla cieca accettazione di ciò che ci viene detto) e in combinazione con una non vacillante lealtà e fiducia nella propria anima. Recentemente (2007-2008), Bert Hellinger propone una evoluzione delle proprie tecniche con le cosiddette “costellazioni dello spirito”.

## Opere

### Opere di Bert Hellinger in italiano
- Bert Hellinger L'amore dello spirito Tecniche Nuove, 2010.
- Bert Hellinger Ciò che agisce Accademia Edizioni, 2008.
- Bert Hellinger Felicità condivisa nelle costellazioni familiari Tecniche Nuove, 2008
- Bert Hellinger Nella quiete e nella gratitudine. In armonia con la vita Accademia Edizioni, 2007
- Bert Hellinger Gli ordini dell'aiuto. Aiutare gli altri e migliorare se stessi Tecniche Nuove, 2007
- Bert Hellinger Storie d'amore tra uomo e donna, genitori e figli, noi e il mondo Tecniche Nuove, 2007
- Bert Hellinger Amore a seconda vista. Una visione sistemica della coppia secondo le costellazioni familiari Accademia Edizioni, 2006
- Bert Hellinger Il grande conflitto. La psicologia della distruttività e le strade per la riconciliazione Apogeo, 2006
- Bert Hellinger; Ten Hövel Gabriele Il lungo cammino. Intervista con il padre delle Costellazioni Familiari Tecniche Nuove, 2006
- Bert Hellinger Costellazioni familiari. Aneddoti e brevi racconti Tecniche Nuove, 2005
- Bert Hellinger Ordini dell'amore. Un manuale per la riuscita delle relazioni Apogeo, 2004
- Bert Hellinger; Ten Hövel Gabriele Riconoscere ciò che è. La forza rivelatrice delle costellazioni familiari Apogeo, 2004
- Bert Hellinger; Hunter Beaumont; Gunthard Weber I due volti dell'amore. Come far funzionare l'amore nei rapporti affettivi Crisalide, 2002

#### Opere in italiano sulle costellazioni familiari
- Wilfried Nelles, Costellazioni familiari, Apogeo, 2004.
- Svagito Liebermeister, Le radici dell'amore. Costellazioni familiari: i legami che vincolano e il cammino verso la libertà, Apogeo, 2007.
- Cavaliere Raffaele, Iniziazione alle costellazioni familiari, Edizioni Mediterranee, 2013.
- Marco Massignan, Costellazioni rituali®. Sciamanismo e rappresentazioni sistemiche. Tecniche Nuove, 2014.
- Prafulla Stefania Contu, Prendere la madre.Lasciare la madre. La fioritura del femminile nelle Costellazioni Familiari", Editrice Psiche, 2014.
- Daniele Ronchi, Costellazioni familiari sistemiche, Il punto d'incontro, 2015.
- Giuseppina Rotondi, Genitori diversi. Un'esperienza di madre diversa vista nella cornice sistemica delle Costellazioni Familiari di Bert Hellinger, Edizioni Centro La Capanna dell'Anima, 2018